# Roșia (Bihor)
Roșia é uma comuna romena localizada no distrito de Bihor, na região histórica da Crișana (parte da Transilvânia). A comuna possui uma área de 72.52 km² e sua população era de 2570 habitantes segundo o censo de 2007.